# Výreček filipínský
Výreček filipínský (Otus megalotis) je endemický druh sovy, který se vyskytuje pouze na Filipínách. Konkrétně pak na ostrovech Luzon, Catanduanes a Marinduque.
Jedná se o malý druh sovy, který váží 200 až 300 gramů a dosahuje délky 23 až 28 cm.
Žije v hustších tropických deštných lesích, kde hnízdí v dutinách stromů. Tam snáší jedno až čtyři vejce. Žijí v párech, nebo samotářsky. Loví v noci, přičemž se živí převážně hmyzem a jinými bezobratlými, někdy však i drobnými obratlovci.
Vzhledem k úbytku lesů na Filipínách je snaha tento druh chránit pomocí speciálních programů.
Jsou známy dvě barevné formy: šedohnědá a rezavá.

## Chov v zoo
Tento druh je chován velmi zřídka. První odchov v Evropě se podařil v Zoo Wroclaw v Polsku. V polovině roku 2019 jej chovalo jen 12 evropských zoo včetně tří českých:
- Zoo Liberec (od 2015)
- Zoo Plzeň (od 2011)
- Zoo Praha (od 2012)

Zoo Praha byla svého času jediná v Evropě, která tento druh vystavovala, později se přidala např. Zoo Liberec. V Zoo Plzeň je tento druh chován v zázemí, kde se pravidelně rozmnožuje.

### Chov v Zoo Praha
Tento druh je v Zoo Praha chován od roku 2012. První dva jedinci (samice) byli dovezeni přímo z Filipín. Později je doplnil samec ze Zoo Wroclaw. První odchov se podařil v roce 2014. Zoo se podílí i na ochraně tohoto druhu v přírodě Filipín. V roce 2017 byl odchován jeden samec, v průběhu roku 2018 se podařilo odchovat hned dvě mláďata (samici a samce). Ke konci roku 2018 byli chováni tři samci a dvě samice. Na jaře 2019 bylo odchováváno 5 dalších mláďat (vylíhnutí od 19. května do 2. června). Celkem se tak již jednalo o 21 odchovaných jedinců. Další mládě se vylíhlo 29. června 2019. V průběhu července 2019 se vylíhla další tři mláďata a navíc jeden jedinec byl přivezen ze Zoo Kolín nad Rýnem v Německu. Na konci roku 2019 tak bylo chováno 12 jedinců a v průběhu roku bylo odchováno 10 mláďat. V září 2024 bylo k desátému výročí prvního odchovu a při příležitosti zapojení do voliéry dospělých po umělém odchovu v péči chovatelů veřejnosti představeno již 31. mládě, které se vylíhlo v květnu 2024. S výjimkou zimních měsíců, které jakožto tropický druh tráví v teplém zázemí, sídlí výreček filipínský ve voliérách sov v expozici Severský les, naproti Údolí slonů v horní části zahrady.